# Calliphora maritima
Calliphora maritima är en tvåvingeart som beskrevs av Norris 1994. Calliphora maritima ingår i släktet Calliphora och familjen spyflugor. Inga underarter finns listade i Catalogue of Life.